# Tschaghtscharan

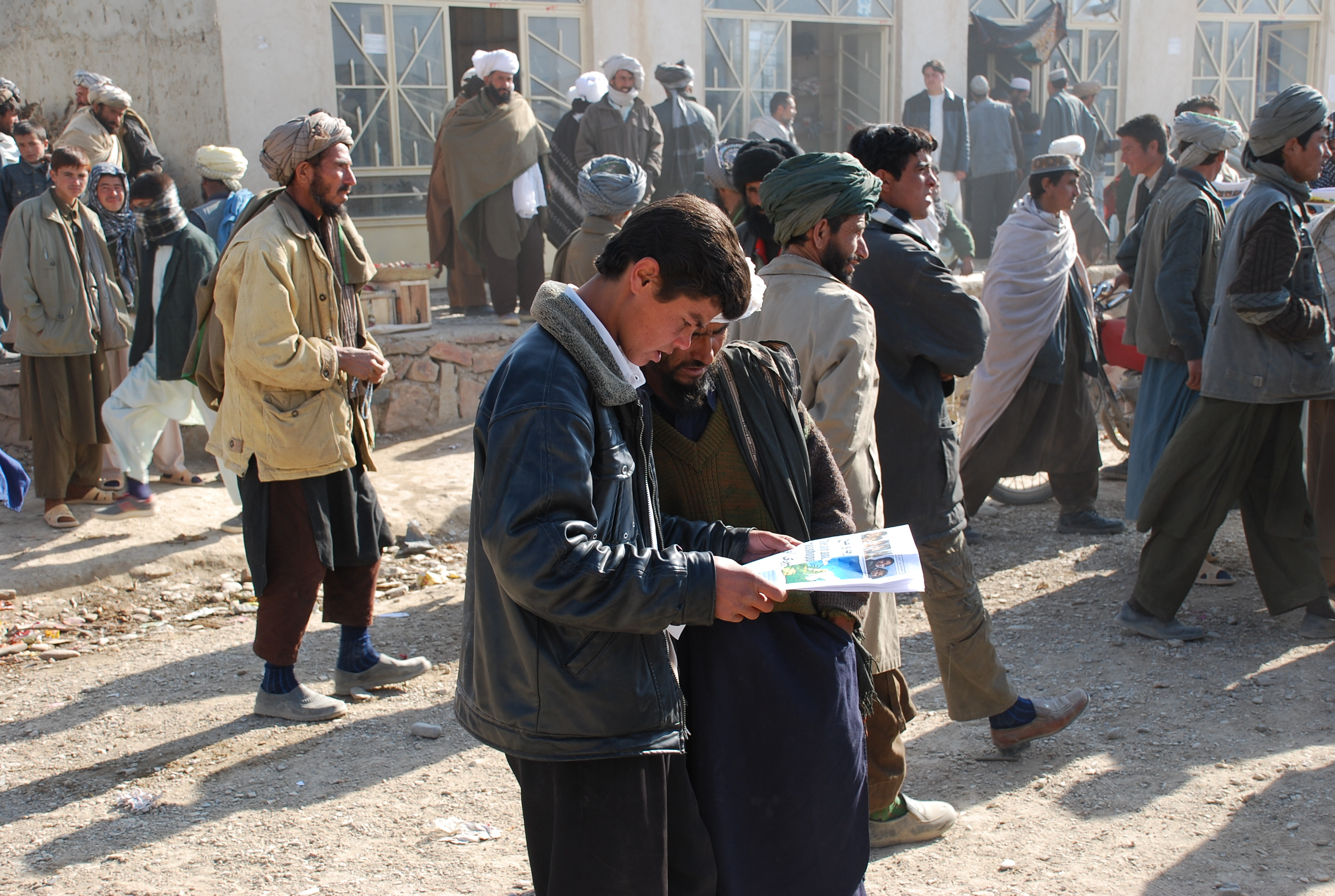
Straßenszene in der Stadt

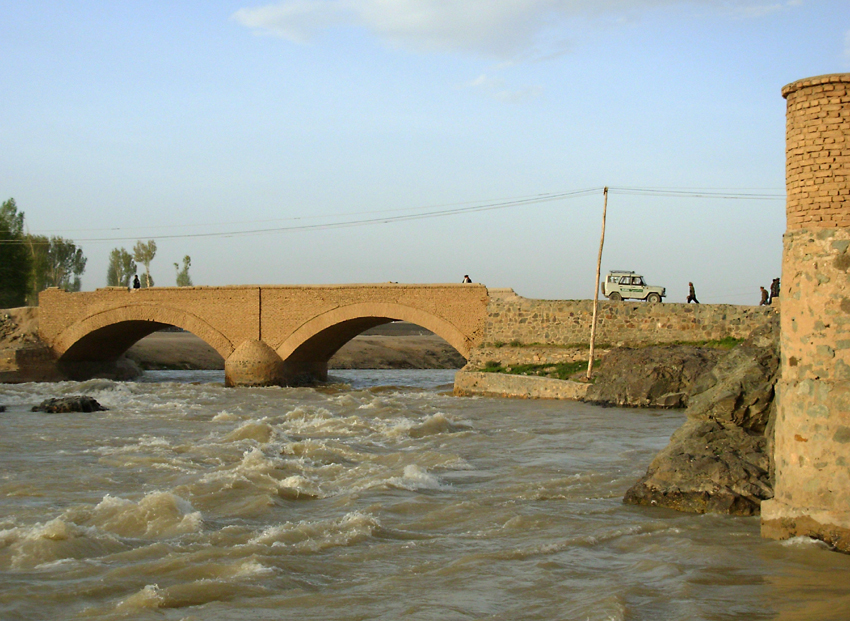
Brücke über den Hari Rud

Tschaghtscharan (Paschtu/Dari: چغچران, DMG Čaġčarān) ist die Hauptstadt der zentralafghanischen Provinz Ghor sowie der Name des umliegenden Bezirks. 
Die Stadt liegt in 2280 m Höhe am Fluss Hari Rud. Sie hat ungefähr 15.000 Einwohner und ist damit die größte der Provinz Ghor.  
Der Hauptanteil der Bevölkerung wird der Volksgruppe der Tadschiken zugerechnet.
Tschaghtscharan liegt ungefähr in der Mitte einer zentralen Route durch Afghanistan, die über eine Distanz von fast 800 Kilometern die Stadt Herat mit der afghanischen Hauptstadt Kabul verbindet. Diese Landstraße ist jedoch in einem schlechten Zustand und durch Überschwemmungen sowie Schneefall im Winter nur einen Teil des Jahres passierbar.
Der Flugplatz Tschaghtscharan stellt durch Inlandsflüge die Verbindung zu anderen afghanischen Städten sicher.
Im Juni 2005 richtete die ISAF ein Provincial Reconstruction Team unter der Leitung litauischer Streitkräfte in Tschaghtscharan ein.
Im August 2021 wurde die Stadt durch die Taliban eingenommen.